# Anori
Anori là một đô thị thuộc bang Amazonas, Brasil. Đô thị này có diện tích 5795,28 km², dân số năm 2007 là 11617 người, mật độ 2 người/km².